# Eucalyptus badjensis
Eucalyptus badjensis là một loài thực vật có hoa trong Họ Đào kim nương. Loài này được Beuzev. & Welch mô tả khoa học đầu tiên năm 1924.